# Dorota Jovanka Ćirlić
Dorota Jovanka Ćirlić, po mężu Mentzel (ur. 18 kwietnia 1954 w Kielcach) – polska tłumaczka literatury pięknej z języków serbsko-chorwackiego i macedońskiego na język polski, dziennikarka.

## Życiorys
Córka publicystki i tłumaczki Danuty Ćirlić-Straszyńskiej i Branko Ćirlicia, serbskiego slawisty. Ukończyła Liceum im. Frycza Modrzewskiego w Warszawie. Studiowała polonistykę na Uniwersytecie Warszawskim. Ukończyła kurs dziennikarski i kurs dla tłumaczy literatury pięknej zorganizowany przez „Literaturę na Świecie” i Związek Literatów Polskich. W 1977 rozpoczęła pracę w miesięczniku teatralnym „Dialog”, zajmując się polską dramaturgią oraz teatrem bałkańskim. Była sekretarzem literackim Teatru Współczesnego we Wrocławiu (1985–1986), kierowniczką artystyczną do spraw filmu reklamowego w przedsiębiorstwie ITI (1989–1990) i członkinią grupy założycielskiej Radia Zet (1990–1991). Od 1989 członkini Stowarzyszenia Pisarzy Polskich. W 1998 wyszła za mąż za Zbigniewa Mentzla. Mieszka w Warszawie.

## Tłumaczenia
Debiutowała tłumaczeniem Davida Albahariego Godzilla, potwór morski. Tłumaczyła pisarzy takich jak: Marija Knežević, Rujana Jeger, Tatjana Gromača, Dubravka Ugrešić, Ivana Sajko, Milena Marković, Goran Čolakhodžić, Luan Starova.

## Nagrody
- 1998 – nagroda Związku Autorów i Kompozytorów Scenicznych za najlepszy przekład w dziedzinie dramaturgii,
- 2012 – nagroda ZAIKS za wybitne osiągnięcia w przekładzie literatury serbsko-chorwackiej na język polski[10]; wręczenie zostało powiązane z rozpoczęciem obchodów 95-lecia ZAIKS-u[10].